# Crocidura palawanensis
Crocidura palawanensis — вид ссавців родини 	Soricidae. Він ендемічний для Філіппін і відомий на островах Палаван і Балабак, від рівня моря до 1300 м над рівнем моря. Зустрічається у старих і чагарникових вторинних лісах.